# Refugio Chacabuco
El refugio Chacabuco es un refugio antártico de Argentina cercano la base San Martín, de la cual depende. Se encuentra en la zona del glaciar Bills Gulch, en la costa Fallières, península Antártica, y es administrado por el Ejército Argentino. Fue inaugurado el 21 de noviembre de 1956 como apoyo logístico.
Este refugio es el que se encuentra a mayor altitud de toda la Antártida Argentina, a unos 1535 m s. n. m. en la desembocadura del paso Baqueano Vargas sobre la ruta que conduce al mar de Weddell.

## Historia
En 1956, durante la instalación de la base San Martín, el Ejército Argentino instaló tres refugios para contar con apoyo logístico desde la bahía Margarita en el mar de Bellingshausen hasta la bahía Mobiloil en el mar de Weddell atravesando de oeste a este la península Antártica. Los tres refugios fueron el Chacabuco, el Yapeyú y el Maipo. La tarea demandó 63 días, recorriéndose unos 786 kilómetros utilizando trineos tirados por perros. Para la construcción del refugio Chacabuco, el equipo del ejército realizó 17 viajes desde el refugio Yapeyú. Los viajes se dificultaron por las pendientes de la zona, la presencia de hielo puro y temporales de viento que superaban los 200 kilómetros por hora.
A comienzos de la década de 1960 consistía de una construcción de madera de 2 m x 2 m x 2 m. Tenía provisiones para tres personas durante dos meses.
El refugio fue utilizado en tareas científicas llevadas a cabo durante el Año Geofísico Internacional en 1957 y 1958. Cuenta con alimentos, equipamiento para hombres, alimento para perros, medicamentos y combustible.